# NGC 265
NGC 265は、きょしちょう座の方角にある散開星団である。近隣の矮小銀河である小マゼラン雲の中にある。1834年4月11日にイギリスの天文学者ジョン・ハーシェルが発見した。ジョン・ドレイヤーは、「かすかで、かなり小さく、丸い」と記述し、自身のニュージェネラルカタログの265番目に加えている。
核の視直径は18で、物理的な直径は約47光年である。合計で太陽質量の4700倍であり、年齢は約2.5億歳である。星団の金属量は約-0.62で、太陽のわずか24%である。主系列星が巨星に進化する、この星団のturn-off massは、4.0-4.5太陽質量である。